# Niccolò Scolari
Pour les articles homonymes, voir Niccolo.
Niccolò Scolari  (né probablement à Rome et mort  après 4 août 1200) est un cardinal italien  du XIIe siècle. Il est un neveu du pape Clément III et est parent de la famille des Scolari.

## Biographie
Niccolò Scolari tient l'abbaye de S. Lorenzo in Capua et l'église de S. Lorenzo in Aversa
Le pape Clément III le crée cardinal lors du consistoire du septembre 1190. Il  participe  à l'élection du pape Célestin III en 1191 et à l'élection d'Innocent III en 1198. Pendant le pontificat d'Innocent III, Niccolò Scolari est auditeur à la curie romaine.